# Regular Ordinary Swedish Meal Time
Regular Ordinary Swedish Meal Time (förkortat ROSMT eller SMT) är en svensk buskis på Youtube som innehåller svensk matlagning som tillagas på ett våldsamt och parodiliknande sätt.

## Historia
Regular Ordinary Swedish Meal Time startades i Niclas Lundbergs studentrum i Umeå. Inspirerad av Epic Meal Time, scenen "Macho Salad" i Farsan och andra mer nischade matlagningsprogram, tänkte Isak Anklew att det skulle vara en bra idé att filma Niclas Lundberg när han lagade mat. Detta resulterade i det första avsnittet, Spaghetti Explosion.
Niklas Odén, Anders Söderman och Tom Brännström bestämde sig att medverka och skapade det andra avsnittet, Meatball Massacre. Efter att Meatball Massacre var släppt kom gruppen överens om att ifall det tredje avsnittet, Sidepork Pandemonium, skulle få över 50 000 träffar inom fem dagar, skulle de fortsätta och göra ett ytterligare avsnitt kommande vecka. Om det inte skulle nå den siffran skulle de göra ett avbrott på en vecka för sina universitetsstudier.
Det nya avsnittet genererade över 250 000 träffar fram till den kommande söndagen och Regular Ordinary Swedish Meal Time bestämde att de skulle bli en veckovis serie. Under veckorna som följde var serien med i SVT och TV4 samt SR P4.
I juni 2012 hade ROSMT över 43 miljoner visningar på sina filmer på YouTube och har även gjort enstaka liveuppträdanden i Umeå.
Efter några års uppehåll återkom Regular Ordinary Swedish Meal Time våren 2014 på Youtube och erbjöds kort därefter att medverka i underkanalen YouTube Creator Playbook  och fortsatte sedan att producera nya matprogram till 2016.

## Medlemmar
- Niclas Lundberg: huvudperson, grundare, redigerare.
- Isak Anklew: administratör, grundare.
- Niklas Odén: producent, assisterande kameraman.
- Anders Söderman:, assisterande producent, kameraman.
- Tom Brännström: assisterande producent.